# Afrotyphlopinae
Afrotyphlopinae is een onderfamilie van slangen uit de familie wormslangen (Typhlopidae).

## Naam en indeling
De wetenschappelijke naam van de groep werd voor het eerst voorgesteld door Stephen Blair Hedges, Angela B. Marion, Kelly M. Lipp, Julie Marin en Nicolas Vidal in 2014. Er zijn 72 soorten verdeeld in vier geslachten.

## Verspreidingsgebied
De slangen komen voor in delen van Afrika, zuidwestelijk Europa en Zuid-Amerika.

## Geslachten
De onderfamilie omvat de volgende geslachten, met de auteur, het soortenaantal en het verspreidingsgebied.
| Naam          | Auteur                   | Soorten | Verspreidingsgebied            |
| ------------- | ------------------------ | ------- | ------------------------------ |
| Afrotyphlops  | Broadley & Wallach, 2009 | 28      | Afrika                         |
| Grypotyphlops | Duméril en Bibron, 1844  | 1       | Zuid-Amerika (Suriname)        |
| Letheobia     | Cope, 1868               | 36      | Afrika en zuidwestelijk Europa |
| Rhinotyphlops | Fitzinger, 1843          | 7       | Afrika                         |